# Число Шеннона
Число Шеннона — приблизна мінімальна кількість неповторюваних шахових партій, обчислена в 1950 році американським математиком Клодом Шенноном, і становить 10 120. Обчислення описане в роботі «Програмування комп'ютера для гри в шахи» (англ. «Programming a Computer for Playing Chess »), опублікованій в березні 1950 року в журналі Philosophical Magazine. Стаття стала однією з фундаментальних праць у розвитку комп'ютерних шахів як дисципліни. В основу обчислень лягло припущення про те, що кожна гра триває в середньому 40 ходів і на кожному ході гравець робить вибір у середньому з 30 варіантів.  Для порівняння — кількість атомів у спостережуваному Всесвіті становить за різними оцінками від 4·1079 до 1081, тобто в 10 40 разів менше від числа Шеннона.
Крім цього, Шеннон вирахував і кількість можливих позицій, що дорівнює приблизно
{\displaystyle {\frac {64!}{32!\cdot {8!}^{2}\cdot {2!}^{6}}}=10^{43}}
Це число, однак, включає також ситуації, що виключаються правилами гри, і тому недосяжні в дереві можливих ходів. В наш час[коли?] з'явився ряд робіт, які уточнюють  або навіть спростовують це число. 